# Ricardo González Rotela
Ricardo González Rotela (Piribebuy, Paraguay, 7 de febrero de 1945) es un exfutbolista paraguayo que se desempeñaba como defensa.

## Clubes
| Club           | País     | Año       |
| -------------- | -------- | --------- |
| Cerro Porteño  | Paraguay | 1966-1967 |
| Valencia C. F. | España   | 1967-1969 |
| Elche C. F.    | España   | 1969-1976 |
| Levante U. D.  | España   | 1976-1977 |